# Lebia trimaculata
Lebia trimaculata é uma espécie de insetos coleópteros pertencente à família Carabidae.
A autoridade científica da espécie é Villers, tendo sido descrita no ano de 1789.
Trata-se de uma espécie presente no território português.